# Àcid càpric
L'àcid decanoic (anomenat també, de forma no sistemàtica, àcid càpric) és un àcid carboxílic de cadena lineal formada per deu àtoms de carboni, la qual fórmula molecular és {\displaystyle {\ce {C10H20O2}}}. En bioquímica se'l considera un àcid gras i se'l simbolitza per C10:0.

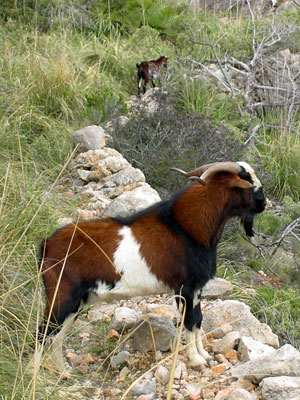
Cabra salvatge de Mallorca Capra aeagrus hircus

L'àcid decanoic, es troba de manera natural en l'oli de coco (aproximadament un 10%) i en l'oli de palma (aproximadament un 4%), tot i que també es pot trobar en alguns olis de llavors, però és molt menys habitual. Aquest àcid gras, també és produït per diversos mamífers amb la llet i en menor quantitat en alguns greixos animals. Fou descobert pel químic francès Michel Eugène Chevreul (1786-1789) el 1818 i l'anomenà àcid caproic perquè l'obtingué de la mantega de la llet de vaca i de la de cabra.

## Usos
L'àcid decanoic té diversos usos en la indústria, alguns d'ells són per la creació de productes químics agrícoles, per lubricació i lubricants additius i també es fa servir en agents tensioactius.
També és utilitzat en la fabricació d'alguns èsters de sabors de fruites artificials i perfums. A més a més, es fa servir en la síntesi orgànica i industrialment en la fabricació de perfums, lubricants, greixos, cautxú, tints, plàstics, additius alimentaris i productes farmacèutics.

### Productes farmacèutics
Com que l'àcid decanoic és un àcid gras, en formar una sal o un èster amb un fàrmac, augmentarà la seva lipofilicitat i la seva afinitat amb el teixit adipós. Com que la distribució d'un fàrmac a partir de teixit adipós és lenta, es pot desenvolupar una forma injectable d'acció prolongada d'un medicament (anomenat injecció de dipòsit) mitjançant l'ús de la seva forma decanoat. Alguns exemples dels fàrmacs disponibles com un èster de decanoat de nandrolona inclouen, flufenazina, bromperidol, i l'haloperidol.

## Efectes
L'àcid càpric actua com un antagonista del receptor AMPA no competitiu en concentracions terapèuticament rellevants, de manera de voltatge i la subunitat-dependent, i això és suficient per explicar els seus efectes anticonvulsius. Aquesta inhibició directa de la neurotransmissió excitadora per l'àcid decanoic en el cervell contribueix a l'efecte anticonvulsiu de la dieta cetogènica MCT. L'àcid càpric i l'antagonista perampanel fàrmac acte Ampar en llocs separats en el receptor d'AMPA, i pel que és possible que tinguin un efecte cooperatiu en el receptor d'AMPA, el que suggereix que el perampanel i la dieta cetogénica podria ser sinèrgics.
L'àcid decanoic pot imitar la proliferació mitocondrial associada amb la dieta cetogènica, i que això pot passar a través de agonisme del receptor PPAR i els seus gens de diana implicats en la biogènesi mitocondrial.
Tot i això, cal assenyalar que els àcids grassos de cadena mitjana ingerits per via oral es degraden molt ràpidament pel metabolisme de primer pas per ser pres en el fetge per la vena portal, i es metabolitzen ràpidament gràcies a coenzim A i a través de β-oxidació i l'àcid cítric cíclic per produir diòxid de carboni, acetat i cossos cetònics. No és clar si les cetones β-hidroxibutirat i acetona tenen activitat anticonvulsiva directa